# Pink Hanamori
 (mai 2025).
Si vous disposez d'ouvrages ou d'articles de référence ou si vous connaissez des sites web de qualité traitant du thème abordé ici, merci de compléter l'article en donnant les références utiles à sa vérifiabilité et en les liant à la section « Notes et références ».
Pink Hanamori (花森 ぴんく, Hanamori Pinku), née le 5 novembre 1977 dans la préfecture de Shizuoka, est une mangaka spécialisée dans le shōjo manga.

## Biographie
Après avoir remporté en l'an 2000 le 3e prix de la 31e édition du Concours des nouveaux auteurs organisé par le magazine Nakayoshi avec son manga Miss Dieter Heroine, elle fait ses débuts avec cette même histoire courte dans le magazine Haruyasumi Land (hors série du Nakayoshi), en 2000.
Depuis, elle a publié d'autres histoires courtes (Nude ni natte, Moonlight Goddness Diana et Cherry Blussom) puis Pichi Pichi Pitch : La Mélodie des Sirènes qui s'est terminé début 2005 au terme de 7 tomes. Plus tard, Pink a écrit d'autres séries comme Yume Yume Yu Yu (2005-2007), My Fiance is a Monster (2007-2008) ou encore Sapphire: Princess Knight (2008-2009).
C'est finalement en août 2021 que Pink Hanamori revient sur son plus grand sucés et lui donne une suite intitulée Mermaid Melody Pichi Pichi Pitch Aqua, prépublié dans le magazine Nakayoshi.

## Travaux

### Série manga
- Mermaid Melody Pichi Pichi Pitch (マーメイドメロディーぴちぴちピッチ?) (août 2002 - mars 2005) (7 volumes) (dessins seulement)
- Yume Yume Yu Yu (ゆめゆめ☆ゆうゆう?) (décembre 2005 – janvier 2007) (3 volumes)
- My Fiance is a Monster!? (フィアンセはモンスター！？, Fiancé wa Monster!??) (septembre 2007 – février 2008) (2 volumes)
- Sapphire: Princess Knight (Sapphire: Ribbon no Kishi) (avril 2008 – juillet 2009) (4 volumes) (dessins seulement)
- Mermaid Melody Pichi Pichi Pitch Aqua (マーメイドメロディーぴちぴちピッチ Aqua?)[1] (prépublié depuis le 3 août 2021) (4 volumes)

### Manga one-shots
- Miss Dieter Heroine
- Nude ni natte
- Moonlight Goddess Diana
- Cherry ♥ Blossom